# Haliczanin
Haliczanin – almanach literacki wydany we Lwowie w 1830 (tomy I i II) przez Walentego Chłędowskiego.
Z almanachem współpracowali pisarze z kręgu tajnego Towarzystwa Zwolenników Słowiańszczyzny, jak August Bielowski i Ludwik Nabielak, a także Jan Nepomucen Kamiński, Aleksander Fredro, Ludwik Jabłonowski, Eugeniusz Brocki, Bronisław Szołajski, Benedykt Kozieracki, Żegota Kikiewicz, Józef Dunin Borkowski i Leszek Dunin Borkowski, który zadebiutował w nim utworem Kozak.
Oprócz literatury pięknej pismo zawierało także rozprawy, głównie dotyczące filozofii, oraz recenzje. W almanachu ukazały się też przekłady poezji obcej na język polski (m. in. zmistyfikowany Rękopis królowodworski, pieśni serbskie, Król Dębów Goethego, Sonety Petrarki, Ody Horacego) oraz pośmiertnie utwory Tymona Zaborowskiego. Pismo było wyrazem zainteresowań Słowiańszczyzną oraz polską kulturą ludową, rozwijających się w Galicji.